# Maurice Nauleau
Maurice Nauleau, né le 2 juin 1930 à Le Bourg-sous-la-Roche-sur-Yon, est un coureur cycliste français, en activité de 1953 à 1960,.

## Palmarès
- 1953
  - 2e de Paris-Tours espoirs
  - 2e de Circuit de la vallée de la Loire
- 1954
  - Bordeaux-Saintes
  - 7e étape du Circuit des six provinces[3] avec arrivée au Vélodrome Georges-Préveral de Lyon
  - 2e de Nantes-Les Sables-d'Olonne
  - 3e des Boucles de l'Aulne
- 1955
  - Circuit du Bocage vendéen
- 1956
  - 2e du Grand Prix de Montamisé
- 1957
  - 2e du Grand Prix de Montamisé
- 1958
  - 3e de Poitiers-Saumur-Poitiers
- 1960
  - 2e du Grand Prix cycliste de Machecoul
  - 2e du Grand Prix de Montamisé